# Поляков, Леонид Евдокимович
Леонид Евдокимович Поляков (1909—2003) — советский военный. Участник Великой Отечественной войны. Герой Советского Союза (1945). Майор.

## Биография
Леонид Евдокимович Поляков родился 27 ноября (14 ноября — по старому стилю) в деревне Скляровка Сумского уезда Харьковской губернии Российской империи (ныне село Сумского района Сумской области Украины) в семье рабочего Евдокима Даниловича Полякова. Украинец. Окончил 7 классов школы. В середине 20-х годов XX века Леонид Евдокимович переехал в Сумы. Поступил на рабфак. В период учёбы работал на стройках каменщиком, затем техником. В 1928 году он устроился на Сумский машиностроительный завод имени М. В. Фрунзе. Работал маляром и бетонщиком. Затем поступил в Харьковский инженерно-строительный институт. Однако до призыва на военную службу успел закончить только два курса.
В ряды Рабоче-крестьянской Красной Армии Л. Е. Поляков был призван в 1932 году и направлен во Владивостокское военное училище, где получил специальность военного инженера. Службу продолжил на Дальнем Востоке. Участвовал в строительстве военно-морской базы Тихоокеанского флота на острове Русский. В 1936 году Леонид Евдокимович уволился в запас. Вернувшись в родные места, он до начала нового учебного года работал в Сумском лесхозе. Затем завершил учёбу в Харьковском инженерно-строительном институте. С 1938 года работал на Сумском машиностроительном заводе имени М. В. Фрунзе сначала планировщиком в специальном конструкторском бюро, затем прорабом.
В связи с обострением внешнеполитической обстановки в январе 1940 года Л. Е. Поляков был вновь призван на военную службу. Его направили в Мариуполь, где он вступил в должность помощника начальника штаба 515-го стрелкового полка 134-й стрелковой дивизии Харьковского военного округа, которую занимал до мая 1941 года. Затем он был переведён в 789-й стрелковый полк 227-й стрелковой дивизии. Перед войной полк находился на военных сборах в Святогорских лагерях под Святогорском Сталинской (ныне Донецкой) области. С началом Великой Отечественной войны 227-я стрелковая дивизия вошла в состав Южного фронта, но уже 10 июля 1941 года она была передана в состав 26-й армии Юго-Западного фронта. В боях с немецко-фашистскими захватчиками старший лейтенант Л. Е. Поляков с 24 июля 1941 года. Боевое крещение он принял под Белой Церковью в ходе Киевской оборонительной операции. В боях за Киев Поляков был дважды ранен. Второе ранение, полученное 9 сентября 1941 года, оказалось тяжёлым, и Леонид Евдокимович был эвакуирован в госпиталь.
После выздоровления в январе 1942 года Л. Е. Поляков был определён в офицерский резерв, а затем направлен на курсы «Выстрел». После их окончания Леонид Евдокимович служил преподавателем в Калиновичском военном пехотном училище, находившемся в эвакуации в Рыбинске. Вновь в действующей армии капитан Л. Е. Поляков с января 1943 года в должности командира роты 2-го стрелкового батальона 1150-го стрелкового полка 342-й стрелковой дивизии 61-й армии Западного фронта. Полк занимал оборону в районе Белёва. 26 февраля 1943 года дивизия, в которой служил капитан Поляков, была передана в состав 3-й армии Брянского фронта и заняла оборону по восточному берегу реки Зуша. Летом 1943 года Леонид Евдокимович участвовал в операции «Кутузов» Курской битвы, освобождении городов Мценск и Орёл. В сентябре 1943 года за освобождение Орла 342-я стрелковая дивизия была преобразована в 121-ю гвардейскую стрелковую дивизию, а 1150-й гвардейский стрелковый полк — в 342-й гвардейский. В сентябре — начале октября 1943 года гвардии капитан Л. Е. Поляков участвовал в Брянской операции, в ходе которой подразделения дивизии освободили города Сураж и Мглин. В октябре 1943 года Леонид Евдокимович был назначен на должность командира батальона. В этом качестве в ноябре 1943 года он принимал участие в Гомельско-Речицкой операции, в ходе которой 121-я гвардейская дивизия, действуя в составе 3-й армии Белорусского фронта, форсировала реку Сож и взломала оборону противника на участке протяжённостью 30 километров. Освободив 25 ноября 1943 года посёлок Корма, дивизия вышла к Днепру в районе города Рогачёва, вынудив противника оставить город Гомель.
1 декабря 1943 года 121-я гвардейская стрелковая дивизия была выведена в резерв Ставки Верховного Главнокомандования. В период с 5 по 23 декабря 1943 года она совершила 400-километровый марш от города Рогачёва до города Коростень, где вошла в состав 13-й армии 1-го Украинского фронта. Гвардии капитан Л. Е. Поляков в зимне-весеннем наступлении фронта принимал участие в освобождении Правобережной Украины (Житомирско-Бердичевская, Ровно-Луцкая и Проскуровско-Черновицкая операции). 3 апреля 1944 года Леонид Евдокимович был тяжело контужен под городом Броды. Около двух месяцев он находился на лечении в госпитале города Дубно. В конце мая 1944 года он прибыл в распоряжение штаба 13-й армии и 31 мая получил назначение на должность командира 2-го стрелкового батальона 388-го стрелкового полка 172-й стрелковой дивизии. Леонид Евдокимович участвовал в Львовско-Сандомирской операции и боях на Сандомирском плацдарме. Осенью 1944 года ему было присвоено очередное воинское звание — майор.
12 января 1945 года началась Висло-Одерская операция. Майор Л. Е. Поляков особо отличился в ходе её составной части — Сандомирско-Силезской операции 1-го Украинского фронта. Наступая с Сандомирского плацдарма, батальон майора Полякова первым ворвался на северо-западную окраину города Кельце. Преследуя отступающего противника, батальон одним из первых достиг реки Одер и 27 января 1945 года форсировал реку, захватив стратегически важный мост, по которому на западный берег переправился весь 388-й стрелковый полк. Однако немецким диверсантам удалось взорвать мост, в результате чего полк оказался отрезанным от главных сил. Подтянув резервы, немцы вынудили подразделения полка оставить захваченный плацдарм и отойти за Одер. Дальнейшие попытки форсировать реку на этом участке не увенчались успехом. Тогда в ночь на 3 февраля 1945 года майор Л. Е. Поляков осуществил переправу своего батальона через Одер в двух километрах от разрушенного моста, после чего неожиданным ударом с тыла заставил немцев спешно отступить. В течение 3 и 4 февраля 1945 года батальон Полякова удерживал занимаемые позиции, отразив несколько контратак противника. За это время сапёры навели понтонный мост, по которому на левый берег переправились основные силы 172-й стрелковой дивизии и части 3-й гвардейской танковой армии. Указом Президиума Верховного Совета СССР от 10 апреля 1945 года майору Полякову Леониду Евдокимовичу было присвоено звание Героя Советского Союза. О награждении Леонид Евдокимович узнал в госпитале. В конце февраля 1945 года в бою на реке Нейсе в районе города Форста он был тяжело ранен в голову и контужен. В бессознательном состоянии Л. Е. Поляков был доставлен в госпиталь городе Ченстохова. Врачам удалось спасти ему жизнь, но лечение было долгим. В свою часть Леонид Евдокимович вернулся только через полгода уже после окончания Великой Отечественной войны.
В январе 1946 года майор Л. Е. Поляков по состоянию здоровья был уволен в запас. Жил в городе Сумы. До выхода на пенсию в 1968 году работал старшим инженером отдела капитального строительства Сумского машиностроительного завода имени М. В. Фрунзе. Также участвовал в строительстве Сумской ТЭЦ. Скончался Леонид Евдокимович 10 февраля 2003 года. Похоронен на Украине на Центральном кладбище города Сумы.

## Награды
- Медаль «Золотая Звезда» (10.04.1945);
- орден Ленина (10.04.1945);
- орден Александра Невского (13.08.1944);
- орден Отечественной войны 1 степени (11.03.1985);
- медали, в том числе:

медаль «За победу над Германией в Великой Отечественной войне 1941—1945 гг.»;
юбилейная медаль «50 лет Вооружённых Сил СССР».

## Память
- Мемориальная доска в честь Героя Советского Союза Л. Е. Полякова установлена в городе Сумы по адресу: улице Огарёва, д. 1.
- Имя Героя Советского Союза Л. Е. Полякова увековечено на аллее Славы в городе Сумы.
- Имя Героя Советского Союза Л. Е. Полякова занесено в Книгу почёта Сумского машиностроительного завода.

## Документы
- Общедоступный электронный банк документов «Подвиг Народа в Великой Отечественной войне 1941—1945 гг.» Дата обращения: 31 августа 2012. Архивировано из оригинала 13 марта 2012 года.

Представление к званию Героя Советского Союза. Дата обращения: 31 августа 2012. Архивировано 29 октября 2012 года.
Указ ПВС СССР о присвоении звания Героя Советского Союза. Дата обращения: 31 августа 2012. Архивировано 29 октября 2012 года.
Ходатайство о присвоении звания Героя Советского Союза. Дата обращения: 31 августа 2012. Архивировано 29 октября 2012 года.
Орден Александра Невского (наградной лист и приказ о награждении). Дата обращения: 31 августа 2012. Архивировано 29 октября 2012 года.